# Intendencia de Durango
La Gobernación-Intendencia de Durango o simplemente Intendencia de Durango fue una intendencia indiana que formó parte de la comandancia general de las Provincias Internas dentro del virreinato de Nueva España en el Imperio español. Por poco tiempo también integró el Primer Imperio Mexicano hasta su transformación en provincia de Durango con diputación provincial dentro de ese imperio. Su territorio comprendía los actuales estados mexicanos de Durango y de Chihuahua. Su capital fue la ciudad de Durango. 

## Antecedentes
Para poder incrementar la defensa de las costas del mar Caribe y estudiar la manera de obtener más recursos económicos, el rey Carlos III nombró el 14 de marzo de 1765 a José de Gálvez como visitador general de Nueva España, con autoridad superior al virrey. Gálvez propuso al rey en un Informe y Plan de Intendencias, firmado por él y por el virrey Carlos Francisco de Croix, el establecimiento del régimen de intendentes en el virreinato, similar al que se aplicaba en España.
Con el fin de obtener una mejora en la recaudación impositiva y sin esperar la aprobación real, Gálvez propuso en 1769 al virrey Croix la creación de las intendencias de las Californias y de Sonora, pero no se llegaron a implementar. El 18 de junio de 1770 el virrey Croix nombró un intendente provisorio para el gobierno de Sonora y Sinaloa, creando la intendencia de Arizpe para que funcionara experimentalmente en espera de que el rey aprobara el plan de intendencias para todo el virreinato. 
El 21 de mayo de 1785 los distritos de Saltillo y de Parras fueron separados de la provincia de Nueva Vizcaya e incorporados a la de Coahuila, lo que fue confirmado por el comandante general el 30 de mayo de 1787.

## Creación de la comandancia general de las Provincias Internas
La devolución de la comandancia general de las Provincias Internas fue propuesta por el visitador general Gálvez y por el virrey Croix en una carta al rey de fecha 23 de enero de 1768, razón por la cual éste la aprobó en julio de 1769 designando al general Teodoro de Croix, sobrino del virrey, como gobernador y comandante general de las provincias de Sinaloa, Sonora, Californias y Nueva Vizcaya. Sin embargo de la designación, la comandancia no se efectivizó hasta que el rey expidió instrucciones al comandante general por real cédula del 22 de agosto de 1776.
La nueva demarcación tenía como finalidad dar un mando militar unificado a las provincias septentrionales de la Nueva España, mejorar su defensa y promover la expansión y colonización del territorio, que era amenazado por otros países y por las inscursiones y rebeliones indígenas. En las instrucciones a Croix el rey ordenó que la comandancia general fuese solo nominalmente dependiente del virrey, dependiendo directamente de su persona. El rey dispuso que la sede del comandante fuese inicialmente el pueblo de Arizpe, pudiendo éste elegir otro lugar si así le convenía.
Croix llegó a Arizpe en octubre de 1779 para instalar allí su residencia. Cuando en 1786 la comandancia general fue subdividida en tres distritos militares, la intendencia de Durango quedó en el distrito militar bajo el mando de José Antonio Rengel de Alcaraz y Páez con el título de comandante inspector. Al ser restructurada la comandancia general el 3 de diciembre de 1787, la intendencia de Durango fue incluida en la comandancia general de las Provincias Internas del Poniente, hasta la reunificación en noviembre de 1790 y nueva división en 1813. 
El 17 de marzo de 1783 el rey decidió la creación del obispado de Sonora separando a Sonora y Sinaloa del obispado de Durango.

## Creación de la intendencia de Durango
Estando ya José de Gálvez al frente de la Secretaría de Estado y del Despacho Universal de Indias, como parte de las denominadas reformas borbónicas el 4 de diciembre de 1786 el rey Carlos III firmó la Real Ordenanza de Intendentes de Ejército y Provincia de Nueva-España que creó otras once intendencias en el virreinato de Nueva España, reemplazando por partidos a los corregimientos, alcaldías mayores y otras jurisdicciones provinciales. El virrey fue confirmado en todas sus atribuciones, aunque debió dejar los asuntos de la Real Hacienda en manos de un superintendente subdelegado de Real Hacienda, del cual dependían 11 intendentes de provincia. La ordenananza se basaba en la dictada para el virreinato del Río de la Plata en 1782.
Los intendentes gobernadores reunieron bajo su mando las causas (o ramos de gobierno) de justicia, policía, hacienda y guerra, dependiendo del comandante general de las Provincias Internas en las dos primeras y en el ejercicio del vicepatronato real el intendente de Arizpe. El tribunal de apelaciones era la Real Audiencia de Guadalajara. En asuntos militares el intendente también dependía del comandante general y tenía el mando de las tropas en su territorio, excepto que no fuera militar, ya que en ese caso solo se encargaba de los asuntos administrativos del ejército y el mando era ejercido por un comandante.
El gobierno de Nueva Vizcaya formó la intendencia de Durango, con Felipe Díaz de Ortega como primer intendente. Los intendentes gobernadores reunieron bajo su mando las causas (o ramos de gobierno) de justicia, policía, hacienda y guerra, dependiendo del comandante general en las dos primeras los intendentes de Arizpe y de Durango. 
Las recaudaciones de la intendencia correspondían a los estancos de tabaco, pólvora, naipes, sal, y azogue. A la venta de papel sellado, al impuesto comercial de la alcabala, a la producción y venta de mezcal y de aguardiente, al diezmo eclesiástico, y al tributo por vasallaje pagado por los indígenas, mulatos y mestizos. Cobraba también por el servicio de correo, el impuesto del real quinto de los mineros y el pago de la media anata que debían realizar los funcionarios reales.

## Guerra de Independencia en la intendencia de Durango
El 9 de noviembre de 1810 el intendente interino Ángel Pinilla tomó conocimiento que el pueblo de indios tepehuanes de San Andrés del Teúl en el partido de Mezquital se había sublevado bajo instigación de las compañías de milicias de Colotlán. Pocos días después fueron movilizadas milicias que ahogaron la insurrección en el partido de Mezquital.
Luego de ser derrotado en la batalla de Puente de Calderón el líder insurgente Miguel Hidalgo se dirigió hacia el norte en busca de la frontera con los Estados Unidos, siendo capturado en Acatita de Baján el 21 de marzo de 1811, en el límite de Coahuila y Texas. Hidalgo y sus compañeros fueron trasladados a Chihuahua para ser juzgados y luego ejecutados. Hidalgo fue fusilado el 30 de julio de 1811.
Entre fines de 1813 y principio de 1814 se puso en vigencia en las Provincias Internas del Poniente la Constitución de Cádiz de 1812, eligiéndose un diputación provincial en toda esa comandancia general con cabecera en la ciudad de Durango y jurisdicción sobre las intendencias de Durango y Arizpe y los gobiernos de Nuevo México y de las dos Californias. En mayo de 1814 el rey Fernando VII anuló la constitución y se volvió al régimen anterior. 
Cuando el jefe político y comandante militar de Nueva Galicia, general José de la Cruz, debió abandonar Guadalajara, se dirigió a la ciudad de Durango perseguido por Pedro Celestino Negrete, arribando el 4 de julio de 1821. El 4 de agosto de 1821 el insurgente Negrete comenzó el sitio de la ciudad de Durango, que era defendida por el gobernador intendente Diego García Conde, finalizando con su toma el 6 de septiembre.
El 14 de agosto de 1821 el iturbidista Gaspar Antonio López asumió como comandante general de las Provincias Internas de Oriente en Monterrey. En las Provincias Internas de Occidente a fines de agosto de 1821 el comandante general Alejo García Conde pactó con Negrete y adhirió al Plan de Iguala proclamado por Agustín de Iturbide, haciéndolo jurar en Chihuahua el 26 de agosto y en Arizpe el 6 de septiembre.

## Final de la intendencia
En aplicación de la restaurada Constitución de Cádiz, que siguió vigente luego de la independencia de México, en 1822 fue elegida como consejo asesor la diputación provincial en Durango, pasando la intendencia a denominarse provincia de Durango y el intendente gobernador a ser jefe político superior. Por el decreto de 19 de julio de 1823 el congreso supremo de México decretó la división de Nueva Vizcaya o Durango en dos provincias: Chihuahua y Durango.

## Partidos de la intendencia de Durango
Hacia 1803 la intendencia de Durango se subdividía, además de la capital, en 33 partidos que tenían al frente un subdelegado: Chihuahua, Santiago Papasquiaro, Guarisamey, Ciénega de Olivos, San Gerónimo, Julimes, San Buenaventura, Guajoquilla, San Pedro del Gallo, San Juan del Río, Batopilas, Mezquital, Santa Catalina Tepehuanes, Real de Indé, Santa Bárbara, Sattebó, Conchos y Santa Rosalía, Cosiguriachic, Valle de San Bartolomé, Mapimí, Villa de Nombre de Dios, San Andrés de la Sierra, Canatlán, Real del Oro, Parral, Guanaceví, Santa Isabel, Canelas, Basuchil, Cerro Gordo, Cuencamé, Tamazula, Guazapares. En la frontera norte se hallaban los presidios con comandantes militares al frente: Janos, Carrizal, Príncipe, San Elizario, San Carlos, San Buenaventura, Norte.

## Intendentes de Durango
- Felipe Díaz de Ortega              1786-1791
- Francisco Potau de Portugal        1791-1793
- Francisco José de Urrutia Montoya  1793-1796
- Bernando Bonavía                   1796-1813
- Alejo García Conde                 1813-1817
- Ángel Pinilla y Pérez              1817-1818
- Antonio Cordero y Bustamante       1818-1819
- Diego García Conde                 1819-1821